# Виишоара (Тодирешти)
Виишоара (рум. Viișoara) насеље је у Румунији у округу Васлуј у општини Тодирешти. Oпштина се налази на надморској висини од 148 m.

## Становништво
Према подацима из 2011. године у насељу је живело 135 становника.